# Театральный Донбасс
Театральный фестиваль «Театральный Донбасс» родился в стенах Донецкого областного украинского музыкально-драматического театра им. Артёма, где и возникла идея проведения регионального театрального фестиваля. В 1992 году состоялся первый фестиваль «Театральный Донбасс».
Организаторы театрального фестиваля «Театральный Донбасс» — Донецкое межобластное отделение НСТДУ и управления культуры и туризма Донецкой и Луганской облгосадминистраций, которые проводят этот смотр театрального искусства один раз в два года.
На театральном фестивале «Театральный Донбасс» представляют лучшие премьерные постановки последних двух лет донецких и луганских профессиональных коллективов. Фестиваль проводится с целью возрождения духовности, выступает за бережное отношение к лучшим образцам национально-культурного наследия, а также выявляет и поддерживает новые театральные тенденции.